# Abdoulaye Maïga (1981)
Pour les articles homonymes, voir Abdoulaye Maïga.
Abdoulaye Maïga, né le 12 mai 1981 à Bamako, est un officier et homme d'État malien, Premier ministre par intérim le 21 août 2022. Il ne fait pas partie du groupe d’officiers qui a pris le pouvoir lors du coup d’État d'août 2020, mais il est considéré comme proche du colonel Assimi Goïta.

## Déclarations
Le 24 septembre 2022, il critique violemment le gouvernement français à la tribune de l'ONU, estimant, après le retrait des militaires français de l'opération Barkhane, que le Mali avait été « poignardé dans le dos par les autorités françaises ». Il salue en revanche « les relations de coopération exemplaire et fructueuse entre le Mali et la Russie ».
Il a également sévèrement critiqué plusieurs responsables africains, comme le président nigérien Mohamed Bazoum, qu'il a accusé de ne pas être nigérien, et le chef de l'État ivoirien Alassane Ouattara, en l'accusant de la « manœuvre » lui permettant de « conserver le pouvoir pour lui seul et son clan » en changeant la constitution pour obtenir un troisième mandat. Il a également reproché le président en exercice de la communauté économique des États de l'Afrique de l'Ouest (CEDEAO), le Bissau-Guinéen Umaro Sissoco Embaló, son « mimétisme » vis-à-vis des Nations unies.

## Présence à la séance de dédicace d'un livre critique sur les Forces armées
Le 24 février 2024, il assiste à la séance de dédicace du livre Mali : le défi du terrorisme en Afrique, écrit par son ami et camarade de promotion Alpha Yaya Sangaré. Le 2 mars 2024, ce dernier est arrêté et Aboulaye Maïga publie un communiqué pour prendre ses distances avec lui et son ouvrage critique des forces armées maliennes (Fama),,. 

## Premier ministre
Le 21 novembre 2024, il est nommé Premier ministre en remplacement Choguel Kokalla Maïga, limogé après avoir critiqué la junte militaire au pouvoir ,. Il prend ses fonctions le 22 novembre.